# Maxillaria caparaoensis
Maxillaria caparaoensis är en orkidéart som beskrevs av Alexander Curt Brade. Maxillaria caparaoensis ingår i släktet Maxillaria och familjen orkidéer. Inga underarter finns listade i Catalogue of Life.